# Батенко, Тарас Иванович
Тарас Иванович Батенко (укр. Тарас Іванович Батенко; род. 20 июня 1974, Львов) — украинский политик, председатель политической партии «Украинское объединение патриотов — УКРОП».

## Биография
Окончил исторический факультет Львовского государственного университета им. И. Франко. Кандидат политических наук. Член Научного общества им. Т. Шевченко. Доцент, заведующий кафедрой Национального университета «Львовская политехника».
В 1990—1993 годах — принимал активное участие в деятельности Украинской республиканской партии, которую возглавлял Герой Украины Левко Лукьяненко.
В 1993—1996 годах — издавал журнал «Республиканец».
В 1996—1997 годах — специалист информационно-аналитического отдела, помощник председателя по вопросам информационно-аналитического отдела Львовской областной государственной администрации.
В 1997—2000 годах — заместитель директора Центра политических исследований «Новая волна».
В 2000—2002 годах — руководитель Центра политического прогнозирования газеты «Высокий замок».
В 2002—2003 годах — заведующий пресс-службы Львовской ОГА. Заместитель директора Института развития города.
В 2003—2005 годах — один из руководителей избирательного штаба Виктора Ющенко во Львовской области.
В 2005—2008 годах — заместитель председателя по политико-правовым вопросам Львовской ОГА.
В 2009—2014 годах — директор "Магистральных нефтепроводов «Дружба» ОАО «Укртранснефть».
Был депутатом Львовского областного совета, руководил фракцией блока «Наша Украина».
С ноября 2014 года — народный депутат Украины VIII созыва от одномандатного избирательного округа № 123. Председатель подкомитета по вопросам нефтяной, нефтетранспортной отрасли и нефтепродуктообеспечения Комитета Верховной Рады Украины по вопросам топливно-энергетического комплекса, ядерной политики и ядерной безопасности.
25 декабря 2018 года включён в санкционный список России.

## Награды
- Золотой Крест Заслуги (6 ноября 2006 года, Польша)[3].